# Erik Gustaf Boström
Erik Gustaf Bernhard Boström (11 tháng 2 năm 1842 – 21 tháng 2 năm 1907) là chính trị gia, địa chủ người Thụy Điển và là nghị sĩ quốc hội (1876–1907) và thủ tướng tại vị lâu nhất trong thế kỷ 19. Ông phục vụ hai lần, lần thứ nhất từ năm 1891 đến năm 1900 và lần nữa từ năm 1902 đến năm 1905. He was also known as E.G. Boström or E. Gust. Boström.
Năm 1871, ông kết hôn với Carolina "Lina" Almqvist, và có với nhau 6 người con gái và 1 người con trai. Ông là anh trai Thống đốc Địa hạt Filip Boström và cháu trai của triết gia Christopher Jacob Boström.
Chính sách của chính phủ Boström đã được đánh dấu bởi chủ nghĩa thực dụng. Theo thời gian, Boström nổi tiếng như là một biểu tượng quốc gia mặc dù là thủ tướng đầu tiên không có học vấn cũng như kinh nghiệm với các vị trí chính phủ cấp trên. Ông còn được vua Oscar II ưa chuộng. Cuối cùng chính phủ Boström suy sụp vì ông từ chối xoay chuyển vấn đề của Na Uy. 